# Filippinska tecknade serier
Filippinska tecknade serier (tagalog: komiks) är tecknade serier i eller från Filippinerna. De har en lång tradition, som till skillnad från merparten av de öst- och sydasiatiska serietraditionerna inte främst influerats av japansk manga, utan av amerikanska, och till viss del spanska, serier. Orsaken är Spaniens inflytande som kolonialmakt från 1500-talet till slutet av 1800-talet, samt USA:s överhöghet under första halvan av 1900-talet. Inflytelserika filippinska serieskapare inkluderar framför allt Tony Velasquez, Mars Ravelo, Francisco Coching och Alfredo Alcala. Centrala seriefigurer inkluderar den komiske vardagshjälten Kenkoy och superhjältarna Darna och Zsazsa Zaturnnah.

## Historik

### Förhistoria: 1885 till 1921
Det tidigaste kända filippinska exemplen av sekvenskonst är de  illustrationer och teckningar som frihetskämpen och nationalhjälten José Rizal (1861-1896), producerade under sina resor i Europa under senare delen av 1880-talet. Bland dessa har framför allt den franskspråkiga fabeln "Le singe et la tortue" ("Apan och sköldpaddan") sedermera rönt uppmärksamhet. 
Under andra halvan av 1890-talet började flera nyhets- och satirtidningar innehålla skämtteckningar, av samma typ som sedan mitten av 1800-talet förekommit i amerikanska och europeiska magasin som den brittiska Punch och den amerikanska Puck.

### Etablering: 1922 till 1945
Filippinernas första regelrätta tecknade serier skapades 1922 och publicerades i veckotidningarna Lipang Kalabaw och Telembang: Ganito Pala sa Maynila och Kiko at Angge, båda sannolikt tecknade av Fernando Amorsolo. Sju år senare, 1929, skapade "den filippinska seriekonstens fader" Tony Velasquez, landets första verkliga seriesucce - Mga Kabalbalan ni Kenkoy, vilken publiceras med seriestrippar i veckotidningen Liwayway. Titelfiguren, Kenkoy, kom att bli en av Filippinernas genom tiderna mest populära seriefigurer, och Velasquez, som skapade ytterligare serier och länge svarade för merparten av landets alltjämt lilla serieproduktion, förblev Liwayway trogen till slutet av andra världskriget.
Åren 1942-1945 ockuperades Filippinerna av Japan, som utnyttjade det spirande serieintresset genom att låta trycka pro-japanska serier i flera av de stora filippinska nyhetstidningarna - även Velasquez fick se sig bli en del av ockupationsmaktens propaganda, i och med serien Kalibapi Family, som kretsade kring en filippinsk familj som med glatt mod välkomnade den japanska överhögheten.

### Guldålder: 1946 till 1972
1945, efter Japans nederlag i världskriget, blev Filippinerna åter en till USA associerad stat, men påföljande år, den 4 juli 1946, uppnådde man självständighet. Samma år inleddes en andra våg av filippinska serier, inspirerade av de serietidningar amerikanska soldater hade lämnat kvar i landet, och nu etablerades också begreppet komiks, en anpassning av den amerikanska termen comics till tagalog-språket. Den 15 november 1946 utkom första numret av landets första periodiska serietidning: Halakhak Komiks. Trots att titeln bara fortlevde i tio nummer, presenterade Halakhak Komiks flera av 1900-talets stora filippinska serienamn, främst Francisco Reyes (Tarzan-kopian Kulafu), Larry Alcala (Asyong Aksaya) och Francisco V. Coching (Sabas, Ang Barbaro). 
Redan påföljande år, 1947, etablerade Tony Velasquez förlaget Ace Publications, som kom att ge ut ett flertal inflytelserika titlar, däribland Pilipino Komiks, Hiwaga Komiks och Espesyal Komiks, samt Tagalog Klassiks, vilken inledningsvis innehöll översatta serier från den amerikanska serietidningen Classics Illustrated (på svenska som Illustrerade Klassiker), men med tiden också kom att innehålla seriebearbetningar av välkända filippinska och asiatiska verk. Bland de serieskapare som etablerades i Ace Publications tidningar utmärktes särskilt Mars Ravelo (som kom att etablera superhjältegenren efter amerikansk förebild, med figurer som Darna, Dyesebel, Captain Barbell, Lastikman och Bondying, bland många andra), men också Alfredo Alcala, Ruben Yandoc, Elpidio Torres, och bröderna Virgilio och Nestor Redondo. 
Under de påföljande decennierna fortsatte Tony Velasquez att etablera flera nya förlag och kom att till stor del forma landets serieutveckling - mediets inflytande märks inte minst i det att närmare hälften av all filippinsk film i början av 1970-talet var filmatiserade serier. Utöver superhjäteserier, etablerades också ett rikt utbud humorserier, fantasyserier, vardagsrealistiska serier, serier inspirerade av filippinska myter och legender, samt - inte minst - romantiska serier.

### Marcosdiktaturen: 1972 till 1986
Den 21 september 1972 införde president Ferdinand Marcos nationella krigslagar, vilka bland annat förbjöd fri massmedia. Tecknade serier kunde dock fortsätta att produceras, men övergick till stor del att vara propagandaserier till förmån för diktaturregimen. Bland serier från denna tid, som lyckades undgå censuren och ändå bibehålla kvalitén, märks Bert Sariles humorserie Barok, Agripino Baques humorserie Mang Kepweng och Jim Fernandez fantasyserie Zuma.
De förändrade villkoren fick dock långtgående följder för de filippinska serierna. Tony Velasquez med flera serieskapare drog sig tillbaka, och många andra kreatörer lämnade landet och flydde till USA. Av dessa blev flera sedermera etablerade namn hos amerikanska serieförlag, inte minst DC Comics, vars redaktörer Joe Orlando och Carmine Infantino hade besökt Filippinerna redan i december 1971 i syfte att rekrytera nya förmågor - bland annat uppmuntrade av den filippinfödde tecknaren Tony DeZuniga, vars första verk för DC hade publicerats i augusti 1970. Bland dessa utvandrade filippinska serieskapare märks Ruben Yandoc, Nestor Redondo, Alfredo Alcala, Ernie Chan, Tony Zuñiga, Rudy Nebres, Alex Niño, Mar Amongo, Hal Santiago, Fred Carrillo och Gerry Talaoc.

### Modern tid: efter 1986
Ferdinand Marcos tvingades i landsflykt den 25 februari 1986 och demokratin, om än en inte helt oproblematisk sådan, återinfördes. Under 1980-talet återhämtade sig de traditionella filippinska komiks något, men fick nu också konkurrens av importerad manga. Bland denna generations stora filippinska serieskaparprofiler utmärker sig framför allt Elena Patron och Nerissa Cabral, båda kvinnor, samt Pablo S. Gomez.
1990-talet innebar en ny påtaglig kris komiks-produktionen, vilket bland annat förklarats med svårare ekonomiska tider och konkurrens från tv och internet. Bland de kreatörer som ändå lyckats etablera sig på den filippinska marknaden märks framförallt Carlo J. Caparas (äventyrsserien Panday), Pol Medina, Jr. (humorserien Pugad Baboy)  Arnold Arre (The Mythology Class och andra serieromaner), samt Carlo Vergara (superhjältinnan Zsazsa Zaturnnah). Därutöver har de amerikanska superhjälteförlagen fortsatt att fånga upp ett flertal unga filippinska serieskapare.